# Belgiens Grand Prix 1974
Belgiens Grand Prix 1974 var det femte av 15 lopp ingående i formel 1-VM 1974.  

## Resultat
1. Emerson Fittipaldi, McLaren-Ford, 9 poäng
2. Niki Lauda, Ferrari, 6
3. Jody Scheckter, Tyrrell-Ford, 4
4. Clay Regazzoni, Ferrari, 3
5. Jean-Pierre Beltoise, BRM, 2
6. Denny Hulme, McLaren-Ford, 1
7. Mike Hailwood, McLaren-Ford
8. Graham Hill, Hill (Lola-Ford)
9. Vittorio Brambilla, March-Ford
10. Tim Schenken, Trojan-Ford
11. John Watson, John Goldie Racing (Brabham-Ford)
12. Guy Edwards, Hill (Lola-Ford)
13. Jean-Pierre Jarier, Shadow-Ford
14. Gijs van Lennep, Williams (Iso Marlboro-Ford)
15. Vern Schuppan, Ensign-Ford
16. François Migault, BRM
17. Teddy Pilette, Brabham-Ford
18. Brian Redman, Shadow-Ford (varv 80, motor)

### Förare som bröt loppet
- Jacky Ickx, Lotus-Ford (varv 72, överhettning)
- Tom Pryce, Token-Ford (66, kollision)
- Carlos Reutemann, Brabham-Ford (62, motor)
- Ronnie Peterson, Lotus-Ford (56, bränsleläcka)
- Patrick Depailler, Tyrrell-Ford (53, bromsar)
- Jochen Mass, Surtees-Ford (53, upphängning)
- Gérard Larrousse, Scuderia Finotto (Brabham-Ford) (53, däck)
- Carlos Pace, Surtees-Ford (50, hantering)
- Rikky von Opel, Brabham-Ford (49, motor)
- James Hunt, Hesketh-Ford (45, olycka)
- Arturo Merzario, Williams (Iso Marlboro-Ford) (29, transmission)
- Henri Pescarolo, BRM (12, kollision)
- Hans-Joachim Stuck, March-Ford (6, koppling)

### Förare som ej kvalificerade sig
- Leo Kinnunen, AAW Racing Team (Surtees-Ford)